# الأرملة السوداء (أغنية)
الأرملة السوداء (بالإنجليزية: Black Widow)‏ أغنية أنجليزية تغنيها ريتا أورا و إيجي أزيليا تم انتاجها في 2014.

## وصلات خارجية
- الأرملة السوداء على يوتيوب